# Lissaspis
Lissaspis is een geslacht van insecten uit de orde vliesvleugeligen (Hymenoptera) en de familie Ichneumonidae.

## Soorten
- L. areolata Jussila, 1998
- L. argentina Jussila, 1998
- L. brasiliensis Jussila, 1998
- L. exigua Jussila, 1998
- L. flagellata Jussila, 1998
- L. inca Jussila, 1998
- L. laevigata Townes, 1970
- L. longistriata Jussila, 1998
- L. obscura Jussila, 1998